# Curia Metropolitana de Porto Alegre
La Curia Metropolitana es la sede administrativa de la arquidiócesis de Porto Alegre, creada el 15 de agosto de 1910 por la bula Praedecessorum Nostrorum de Pio X. Está instalada en un importante edificio histórico ubicado en el centro histórico de la ciudad de Porto Alegre, Brasil. En 1977 fue incluido por el Municipio en el inventario de bienes inmuebles de valor histórico y cultural y de expresiva tradición.